# 彦狭島王
彦狭島王（ひこさしまおう、旧字体：彦狹嶋王、生没年不詳）は、『日本書紀』等に伝わる古墳時代の皇族（王族）。初代上毛野国造とされる。
豊城入彦命（崇神天皇皇子）の孫で、御諸別王の父である。『日本書紀』では「彦狭島王」、他文献では「彦狭島命」とも表記される（後述）。

## 記録
『日本書紀』景行天皇55年2月条によると、彦狭島王は東山道十五国都督に任じられたが、春日の穴咋邑に至り病死した。東国の百姓はこれを悲しみ、その遺骸を盗み上野国に葬ったという。同書景行天皇56年8月条には、子の御諸別王が彦狭島王に代わって東国を治め、その子孫が東国にいるとある。
『先代旧事本紀』「国造本紀」上毛野国造条では、崇神天皇年間に豊城入彦命孫の彦狭島命が初めて東方十二国を平定した時、国造に封ぜられたとしている。

『日本書紀』に見える「穴咋邑」の比定地は明らかでないが、穴吹神社（奈良県奈良市）とする説がある。

## 後裔氏族
『新撰姓氏録』には、以下の氏族が後裔として記載されている。
- 皇別 左京 垂水史 - 上毛野同氏。豊城入彦命孫の彦狭島命の後。